# Прудище (Себежский район)
Прудище, Прудищи — деревня в Себежском районе Псковской области России. Входит в состав городского поселения Идрица.

## География
Находится на юго-западе региона, в центральной части района.
Уличная сеть не развита.

## История
В 1802—1924 годах земли поселения Прудище, состоящего из двух селений, входили в Себежский уезд Витебской губернии.
В 1941—1944 гг. местность находилась под фашистской оккупацией войсками Гитлеровской Германии.
До 1995 года деревня входила в Мостищенский сельсовет. Постановлением Псковского областного Собрания депутатов от 26 января 1995 года все сельсоветы в Псковской области были переименованы в волости и деревня стала частью Мостищенской волости.
В 2015 году Мостищенская волость, вместе с Прудище и другими населёнными пунктами, была влита в состав городского поселения Идрица.

## Население
| 2001 | 2002 | 2010 |
| ---- | ---- | ---- |
| 27   | →27  | ↘16  |

Согласно результатам переписи 2002 года, в национальной структуре населения русские составляли 96 % от общей численности в 27 чел..

## Инфраструктура
Личное подсобное хозяйство.

## Транспорт
Автомобильная дорога общего пользования местного значения «Прудище — Язвины» (идентификационный номер 58-254-855 ОП МП 58Н-074), протяжённостью 9 км.